# Palatografia
Palatografia (łac. palatum „podniebienie” + stgr. γράφω gráphō „piszę”) – metoda badawcza w fonetyce polegająca na badaniu artykulacji dźwięków przez obserwowanie kontaktu podniebienia górnego z językiem podczas artykulacji. Badania przeprowadza się albo metodą tradycyjną, albo elektroniczną – ten dział nosi nazwę elektropalatografii.
Wynikiem badania palatograficznego jest palatogram – rysunek, często w formie diagramu, który przedstawia zasięg i rodzaj kontaktu górnej powierzchni języka z podniebieniem podczas artykulacji poszczególnych głosek lub innych stadiów artykulacyjnych.

## Historia
Pierwsze palatogramy wykonano w latach siedemdziesiątych XIX wieku, kiedy to przeprowadzono eksperymenty mające na celu poznanie sposobów artykulacji dźwięków. W tym celu pokrywano podniebienie substancją otrzymaną z mąki, a następnie obserwowano, w którym miejscu  mieszanina pozostawiła ślady na języku.

## Sporządzanie palatogramu
Obecnie palatogramy wykonuje się przy pomocy urządzenia zwanego elektropalatografem, który składa się ze sztucznego podniebienia z cienkiego akrylu pokrytego około 60 elektrodami. Wynik otrzymany na każdej elektrodzie jest binarny: albo zanotowano kontakt języka z podniebieniem w danym miejscu, albo nie. Dane zebrane podczas artykulacji zbiera się przy pomocy komputera, a następnie analizuje miejsca kontaktu języka z podniebieniem miękkim oraz czas jego trwania.
Palatogram podczas artykulacji spółgłoski [j]. Poszczególne punkty przedstawiają elektrody, punkty zaznaczone ciemnym kolorem – miejsce kontaktu podniebienia z górną powierzchnią języka. Lewa strona palatogramu to podniebienie w okolicach zębów trzonowych (stąd mniej elektrod), tył to podniebienie okołojęzyczkowe (przy wlocie do gardła). Góra palatogramu to prawa strona podniebienia, przy zębach, dół – lewa.
Analiza palatogramu pozwala opisać nie tylko izolowane dźwięki, ale również zachowanie się języka przy przejściu do artykulacji następnego dźwięku.

## Ograniczenia palatografii
Sztuczne podniebienie do badania palatograficznego musi być wykonywane oddzielnie dla każdego badania. Jak w każdej technice artykulacyjnej, odstępstwa mogą być znaczne w przypadku różnych osób. Różnice mogą wynikać z indywidualnych strategii produkcji dźwięku, ale również z faktu, że miejsca, w których znajdują się elektrody, mogą nie pokrywać się w indywidualnych przypadkach. Inną niedogodnością jest to, że palatografia jest nieskuteczna w przypadku spółgłosek wargowych, jak również postpalatalnych. Ponadto nie da się tą metodą uzyskać żadnych informacji o artykulacji samogłosek.